# Consell General de l'Erau
El Consell General de l'Erau és l'assemblea deliberant executiva del departament francès de l'Erau, a la regió d'Occitània. La seu es troba a Montpeller i des de 1998 el president és André Vezinhet (PS) i és compost de 50 membres, un per a cadascun dels cantons del departament.

## Grups polítics del Consell
| Partit                    | Sigles | Electes |
| ------------------------- | ------ | ------- |
| Majoria                   |        |         |
| Partit Comunista Francès  | PCF    | 3       |
| Partit Socialista         | PS     | 31      |
| Divers Gauche             | DVG    | 5       |
| Opposition                |        |         |
| Divers Droite             | DVD    | 2       |
| Unió pel Moviment Popular | UMP    | 5       |
| Sense grup                |        |         |
| Sans étiquette            | SE     | 2       |
| CPNT                      | CPNT   | 1       |